# Ivana Sajko
Ivana Sajko (Zagreb, 8. prosinca 1975.), hrvatska književnica, dramaturginja i redateljica, etablirana i u kazalištima njemačkog govornog područja. Drame joj se izvode u kazalištu i na radiju, te su objavljene na desetak jezika.

## Životopis
Diplomirala je na Akademiji dramske umjetnosti 2000., i magistrirala na Filozofskom fakultetu u Zagrebu. Uređivala je i vodila V-efekt, televizijsku emisiju o kazalištu, te bila kazališna kritičarka na Radiju 101. Surađivala je s Trećim programom Hrvatskoga radija. Članica je uredništva Frakcije, časopisa za izvedbene umjetnosti. Suosnovala je kazališnu skupinu "BAD co." gdje je do 2005. djelovala kao dramaturginja i redateljica. Kasnije nastavlja režirati i izvoditi vlastite drame u hibridnim izvedbenim formama, eksperimentirajući s problemima odnosa dramskoga teksta i scenske izvedbe. 
Drame joj se izvode u kazalištu i na radiju, te su objavljene na desetak jezika. Često su politički angažirane, s egzistencijalističkim motivima i tematikom. Od 2008. njena djela stječu popularnost na kazališnoj sceni njemačkog govornog područja, gdje se često i praizvode. Drama Rose is a rose is a rose is a rose je praizvedena na festivalu Steirischer Herbst u Grazu (2008.), a Prizori s jabukom u Stadttheater Bern (2009.) 
Hrvatska praizvedba drame Rose is a rose is a rose is a rose postavljena je u Zagrebačkom kazalištu mladih u koprodukciji s Istarskim narodnim kazalištem. Hrvatska praizvedba drame Prizori s jabukom postavljena je na 62. Dubrovačkim ljetnim igrama u režiji i izvedbi autorice. Kritika je tim povodom ustvrdila kako predstava označava pomak u koncepciji Dubrovačkih ljetnih igara prema postdramskom izrazu teatra, a zbog toga ju je i kazališni kritičar Igor Ružić uvrstio u godišnju listu najboljih dramskih predstava 2011. godine, te je tom prilikom zapisao:"Možda i najbolji tekst Ivane Sajko, koji njezinim uobičajenim bolnim i angažiranim temama pomoću biblijskog okvira daje i sasvim konkretna geopolitička sidrišta, a ne samo aluziju na domaće prilike. Što su sve Igre ovom predstavom dobile, tek će postati jasno zadrže li ovaj smjer i politiku koja se sjetila da je manje ponekad više."
Godine 2012. sudjeluje u međunarodnom projektu Zagrebačkog kazališta mladih i Kazališta iz Braunschweiga gdje postavljaju njezin tekst Krajolik s padom. Iste godine kao autorica sudjeluje u kazališnom triptihu Jalova koji se bavio spornim zakonom o medicinski potpomognutoj oplodnji, a koji je ostvaren u sklopu projekta Maribor - Europska prijestolnica kulture. Iste godine premijerno je izvedena njezina drama To nismo mi, to je samo staklo u konceptu i režiji Bojana Đorđeva i Siniše Ilića i produkciji Balcan Can Contemporary projekta, a u prostorima trgovačkog centra Beograđanka u Beogradu. Godine 2016. piše zapaženu adaptaciju romana Gustavea Flauberta Gospođa Bovary za GDK Gavella u režiji Saše Božića s Jelenom Miholjević u naslovnoj ulozi.
Od 2016. godine živi u Berlinu gdje nastavlja vrlo uspješnu spisateljsku karijeru. 2017. godine je potpisnica Deklaracije o zajedničkom jeziku, u kojoj se tvrdi da se u Hrvatskoj, Bosni i Hercegovini, Srbiji i Crnoj Gori govore nacionalne standardne varijante zajedničkog policentričnog standardnog jezika. Sudjeluje na raznim forumima, piše kolumne za dnevnu novinu Die Zeit, te kao dramatičarka i redateljica radi u brojnim kazališnim kućama. Veliki uspjeh postiže 2018. godine kada zajedno s prevoditeljicom Alidom Bremer osvaja prestižnu nagradu Internationaler Literaturpreis koju dodjeljuje Das Haus Kulturen der Welt, kulturni centar u Berlinu u suradnji sa zakladom Stiftung Elementarteilchen. Nagrada se dodjeljuje za stranu književnost prvi put prevedenu na njemački jezik. 
2023. godine Anja Suša režira njezinu dramu #Jeanne koju producira Švedsko gostućuje kazalište Riksteatern i Kraljevsko dramsko kazalište Dramaten iz Stockholma. Predstava je na 57. Bitefu osvojila Grand Prix festivala.
Do sada je objavila zbirku drama Smaknuta lica (Meandar 2001), dramsku trilogiju Žena – bomba (Meandar 2004), te zbirku drama Trilogija o neposluhu (2011), romane Rio bar (Meandar 2006) nagrađen priznanjem Ivan Goran Kovačić za najbolje prozno djelo, Povijest moje obitelji (2009.), i Ljubavni roman (2015.), te teorijsku knjigu Prema ludilu (i revoluciji): čitanje (Disput 2006). 

## Djela

#### Drame
- 23 macak, 1995.
- Naranča u oblacima, 1997.
- Rekonstrukcije - komičan sprovod prve rečenice, 1997.
- 4 suha stopala, 1999.
- Arhetip: Medeja - monolog za ženu koja ponekad govori, 2000.
- Rebro kao zeleni zidovi, 2000.
- Ulicari - city tour Orfeja i Euridike, 2001.
- Misa za predizbornu šutnju, mrtvaca iza zida i kopita u grlu, 2002.
- Žena-bomba, 2003.[4]
- Europa - monolog za majku Courage i njezinu djecu, 2004.
- Rose is a rose is a rose is a rose, 2008.
- Prizori s jabukom, 2009.
- To nismo mi, to je samo staklo, 2011.
- Krajolik s padom, 2011.
- #Jeanne, 2023.

#### Romani
- Rio bar, 2006.[5]
- Povijest moje obitelji, 2009.
- Ljubavni roman, 2015.[6]
- Male smrti, 2021.

#### Teorijske knjige
- Prema ludilu (i revoluciji) : čitanje, 2006.[7]

## Nagrade
- 1998.: Nagrada za dramsko djelo Marin Držić, za dramu Naranča u oblacima
- 2000.: Nagrada za dramsko djelo Marin Držić, za dramu Rebro kao zeleni zidovi
- 2002.: Nagrada za dramsko djelo Marin Držić, za dramu Misa za predizbornu šutnju, mrtvaca iza zida i kopita u grlu
- 2006.: Nagrada Ivan Goran Kovačić, za roman Rio bar
- 2011.: Nagrada za dramsko djelo Marin Držić, za dramu Krajolik s padom

## Vanjske poveznice
Mrežna mjesta
- Ivana Sajko, U sobi nešto široj od kože, Kazalište 81-82-83/2020.
- Sajko, Ivana, drame.hr
- Lana Harjaček, Analiza književnog opusa Ivane Sajko i njegovi kategorijalni izazovi (2019.)
- Ana Gospić, Istraživanje dramske forme u dramama Ivane Sajko, Croatica et Slavica Iadertina 4/2008.